# Мринська сотня

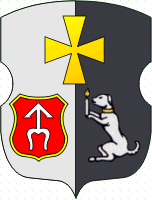
Міський герб Мрина 1647 року.

Мринська сотня — військова та адміністративна одиниця спочатку Ніжинського (1654-1687), потім Київського (1687—1782) полку Гетьманщини.

## Історія
Згадана у присяжних списках 1654 р. як військова та адміністративна одиниця Ніжинського полку, у складі якого вочевидь сформувалася після Білоцерківського миру між 1651-1653 pp. 
Іван Мазепа, у ході підготовки до другого Кримського походу, підпорядкував Мринську сотню Київському полку, щоб посилити його. 
Ліквідована сотня 1782 року, а її територія увійшла до Чернігівського намісництва.

## Населені пункти
Сотенний центр: містечко Мрин, сьогодні село Ніжинського району Чернігівської області, центр громади. Населені пункти в 1750-1769: містечко Мрин, села Гальчин, Переходівка, Плоске, Селище, Комарівка, Стодоли.

## Сотники
- Кузьма Якимович (1672).
- Урсул (1680).
- Глухівський Григорій Федорович (1694).
- Завадський Костянтин (1696).
- Завадський Ілля (1698).
- Великий Семен (1699).
- Тарасевич Федір Авакумович (1700-1732).
- Тарасевич Іван Федорович (1738-1751).
- Жураховський Сидір (1752-1779).